# フィリピン法
フィリピン法は、フィリピンに適用されてきた法令ないし法体系を意味する用語である。

## 歴史

### 原国家法体制期
フィリピン諸島に住むようになった人々は親族を中心とする「バランガイ」という小集団を形成していた。バランガイは「舟」という言葉に由来する。バランガイは、ダトゥと呼ばれる「首長」を頂点とする30〜100家族の集団で、家族内外の奴隷から成っていた。そこでの法は多くは口承法であり、土地所有権という概念も明確ではなかったが、自由民は土地の用益権を有し、首長は、上級所有権を有していた。奴隷の地位も相対的であり、罰金や債務を履行できないことで奴隷となった者は利子を含めた分を返済することによって自由民の地位を回復できた。
多くの犯罪は罰金刑が原則であり、裁判は被害者からの申し立てにより首長が行った。古老が慣習法の専門家として参加する場合もあった。
親族構造は、男子も女子も平等の相続分を有し、婚姻は一夫一婦制を原則とした。

### 植民地国家法体制期
1571年、ミゲル・ロペス・デ・レガスピによるマニラ市の建設によってスペインの統治が始まった。バランガイは、スペイン統治下において、その統治の最下位の行政機関として組み込まれ、これは「プロブエ」と呼ばれた。
法制度一般については、宗主国スペインの法体系を広汎に継受し、大陸法型の法体系が整備された。スペイン法はその多くをドイツから継受していたためドイツ法的の実定法体系が構築された。
1898年12月10日、パリ条約により、フィリピンはスペインから米国に割譲された。これにより米国の統治下となったフィリピンでは、実体法はそのままに憲法と手続法を米国化する植民政策の結果、米国型の手続法が整備された。

### フィリピン共和国の成立
1946年7月、フィリピンは独立し、フィリピン共和国が成立した。

## 憲法
フィリピン初の憲法は1899年に公布されたマロロス憲法であり、アジア初の共和制を定めた憲法であった。次は1902年のフィリピン組織法（クーパー法）で選挙による議会が設置された。
1935年にアメリカ合衆国大統領フランクリン・ルーズベルトの承認と国民の賛成でフィリピン1935年憲法が実施され、フィリピン・コモンウェルスが成立、大統領の権限が強化された。
1971年6月に憲法制定会議が開催され、全面的な改正に着手した。熱心な討議の末新憲法草案は、1972年11月に入って承認され、1973年1月に実施された。このフィリピン1973年憲法は、大統領制下での議院内閣制が特徴である。しかし、欠点もあり、1980年と1981年に一部改正された。

### 元首・行政
大統領を元首とする共和制国家であり、フィリピンの大統領は、行政府の長である。大統領と副大統領は、同日に別枠で国民の直接選挙により選出される。任期は6年で再選禁止。

### 立法
議会は、元老院（上院）と代議院（下院）の両院制（二院制）。上院は、24議席で任期6年。3年ごとに半数改選。下院は、憲法上は250議席以下と規定されているが、現在は214議席。20%を政党別の候補者リストから、残りを小選挙区制で選出され任期は3年である。選挙は、2007年など3で割り切れる年に行われる。アロヨ政権の時代に大統領制から議院内閣制へ、両院制議会から一院制へ移行する憲法改正が提案されたが実現しなかった。地方自治体の州、市町村の正副首長と地方議会の議員は任期3年。

### 司法
司法権は最高裁判所及び下級裁判所に帰属する（憲法第8条第1節）。裁判所は三審制で、地域裁判所（Regional Trial Courts）、控訴裁判所（Court of Appeals）、最高裁判所である。
比較的軽微な民事・刑事の事件を扱う自治体裁判所（Municipal Trial Courts）が市町に設置されており、管轄地域が複数の市町にまたがる場合には、自治体巡回裁判所（Municipal Circuit Trial Courts）、マニラ首都圏に設置されているものは首都圏裁判所（Metropolitan Trial Courts）が設置されている。
また、以上の司法裁判所に加えて民事・刑事の軽微事件を調停するバランガイ裁判所（Barangay Justice System）がある。バランガイとは最小行政区画のことであり、その行政組織の長が責任者を務めるため、バランガイ裁判所は憲法学分類上の司法機関とは位置づけられてはいないが、軽微事件のある程度がバランガイ裁判所で解決されているほか、バランガイ裁判所において調停不成立であったことが訴訟要件とされる訴訟類型があるなど、司法制度の一部としての役割を果たしている。

### 人的不統一法国
スペイン統治以前のフィリピンはイスラム教の影響下にあり、スペイン統治が強くは及ばなかった地域を中心にイスラム教徒が相当数いる。このため、フィリピンは、ムスリム身分法典が施行されている人的不統一法国である。イスラム教徒が多く居住するムスリム・ミンダナオ地域にシャリーア裁判所（Shari’a Courts）が設置されている。シャリーア裁判所も、シャリーア巡回裁判所（Shari’a Circuit Courts）やシャリーア地区裁判所（Shari’a District Courts）がある。